# 帕格沃什科学和世界事务会议
帕格沃什科学和世界事务会议（Pugwash Conferences on Science and World Affairs）是一个学者和公共人物的国际组织，目的是减少武装冲突带来的危险，寻求解决全球安全威胁的途径。1955年《罗素-爱因斯坦宣言》发布，之后不久的1957年，该组织成立，创建人为约瑟夫·罗特布拉特和伯特兰·罗素，创立地点为加拿大帕格沃什，由美国商人赛勒斯·伊顿资助。罗特布拉特与帕格沃什科学和世界事务会议因在核裁军上的努力而获得了1995年诺贝尔和平奖。